# Nocny pościg
Nocny pościg (ang. Run All Night) – amerykański film akcji z 2015 roku w reżyserii Jaumego Colleta-Serry. Zdjęcia kręcono w Nowym Jorku.

## Fabuła
Gangster i płatny zabójca Jimmy Conlon (Liam Neeson) chciałby porzucić kryminalną profesję, ale czuje się związany ze swoim środowiskiem, szczególnie ze starym przyjacielem, szefem mafii, Shawnem Maguire (Ed Harris). Pewnego dnia odkrywa, że mafia zamierza zlikwidować jego syna Mike’a (Joel Kinnaman) w ramach zemsty. Jimmy musi podjąć decyzję, po której stanąć stronie. Od wielu lat jest na jego tropie detektyw Harding (Vincent D’Onofrio).

## Obsada
- Liam Neeson jako Jimmy Conlon
- Joel Kinnaman jako Mike Conlon
- Ed Harris jako Shawn Maguire
- Common jako pan Price
- Vincent D’Onofrio jako detektyw Harding
- Boyd Holbrook jako Danny Maguire
- Bruce McGill jako Pat Mullen
- Genesis Rodriguez jako Gabriela Conlon
- Holt McCallany jako Frank
- Malcolm Goodwin jako Colston
- Beau Knapp jako Kenan Boyle
- Lois Smith jako Margaret Conlon, matka Jimmy’ego
- Aubrey Joseph jako Curtis „Legs” Banks

## Odbiór

### Box office
Budżet filmu jest szacowany na 50 milionów dolarów. W Stanach Zjednoczonych i w Kanadzie film zarobił 26,5 mln USD. W innych krajach przychody również wyniosły 45,2 mln, a łączny przychód 71,7 mln dolarów.

### Krytyka w mediach
Film spotkał się z mieszaną reakcją krytyków. W serwisie Rotten Tomatoes 58% ze 182 recenzji jest pozytywne, a średnia ocen wyniosła 5,66/10. Na portalu Metacritic średnia ocen z 34 recenzji wyniosła 59 punktów na 100.